# Progressivism
Progressivism är en politisk filosofi och ideologi som eftersträvar förändring och framsteg (i motsats till konservatism), ofta genom sociala reformer. Dagens progressivism förespråkar ofta reform inom mänskliga rättigheter, miljö och klimat, utbildning och forskning. Filosofin brukar avse kvantitativa dimensioner (teknik, ekonomi, vetenskap) i motsats till kvalitativa dimensioner (religion, etik, estetik).

## Politik
Idag förknippas ofta progressivismen med socialliberalism och mitten-vänster-politik, men har historiskt sett använts av såväl socialister, socialdemokrater och liberaler som opponerat sig mot konservatismen. Progressiva politiker framhäver behovet av förändring för nå jämställdhet, jämlikhet, bekämpa klimatkrisen och fördjupa demokratin. Det finns dock andra typer av progressivism som förespråkats av högerpolitiker, exempelvis anhängare av kristdemokratin, som även de förespråkat social rättvisa.
En progressiv syn, som vill genomdriva storskaliga samhällsförändringar, skiljer sig från en konservativ syn, som i många avseenden vill bevara samhället i dess traditionella form och gå försiktigare tillväga. En progressiv syn är också motsatsen till en reaktionär syn, som vill återställa samhället till hur det såg ut under ett tidigare stadium.
Progressiva värdesätter forskning, teknik och vetenskap för att reformera samhället till vad de anser vara bättre. Dessa reformer handlar ofta om social rättvisa, kvinnors och HBTQ-personers rättigheter och klimat. Utbildning och skola är en viktig del inom progressivismen då detta är det primära verktyget för att forma barns uppfattning om rättvisa, social acceptans och andra frågor så att samhället i längden utvecklas till det bättre. 

## Teknik
Den moderna progressivismen bygger på tanken att ny kunskap och ny teknik kommer att leda till stora förbättringar för människor och samhällen. Idéerna utvecklades under 1500-, 1600- och 1700-talens Europa och framlades bland annat av filosofer som Descartes och Francis Bacon, men fick ett stort genomslag först med upplysningstiden i slutet av 1700-talet.
Detta förhållningssätt till framtiden var vanligt under 1800-talet, representerat bland annat av den tidige Jules Verne som skrev om allt positivt som han ansåg att tekniken för med sig. Framstegsoptimismen var även vanlig under högtillväxtåren på 1950- och 1960-talen och fick lite av en renässans under IT-boomen kring 2000.

## Kritik av framstegstanken
Många övergrepp genom historien har utförts i det civilisatoriska framstegets namn, exempelvis fördrivandet av indianer i USA och förintelsen av judar i Nazityskland. Flera av de mest framstående progressiva intellektuella under 1900-talets första hälft, exempelvis H.G. Wells, George Bernard Shaw och Marie Stopes, stödde nazismen.
Den moderna liberalismens fader John Stuart Mill ansåg att "civiliserade" folk var skyldiga att kolonisera "barbariska" folk och tvinga dessa att leva "civiliserat".
Progressiva ideologier brukar ha internationalistiska anspråk och försöka sprida sina idéer till världens alla hörn, vilket har identifierats som en form av imperialism.